# ماريو لوبيز كينتانا
ماريو لوبيز كينتانا (بالإسبانية: Mario López Quintana)‏ (6 يوليو 1995 في باراغواي - ) هو لاعب كرة قدم باراغواياني في مركز الدفاع. لعب مع سانتياغو واندررز.

## وصلات خارجية
- ماريو لوبيز كينتانا على موقع قاعدة بيانات كرة القدم.إي يو (الإنجليزية)
- ماريو لوبيز كينتانا على موقع Soccerway.com (الإنجليزية)